# كارلوس سوتو
كارلوس سوتو (بالإسبانية: Carlos Soto)‏ (20 يناير 1984 في الأرجنتين - ) هو لاعب كرة قدم أرجنتيني في مركز الدفاع. لعب مع خميناسيا خوخوي وفيليز سارسفيلد ونادي أتليتيكو بيلغرانو ونويفا شيكاجو وCentral Córdoba de Santiago del Estero ‏ ونادي أتليتكو للبنين ‏ ونادي أتليتيكو ألدوسيفي.

## وصلات خارجية
- كارلوس سوتو على موقع قاعدة بيانات كرة القدم.إي يو (الإنجليزية)
- كارلوس سوتو على موقع Soccerway.com (الإنجليزية)